# Little Glemham
Little Glemham est un village et une paroisse civile du Suffolk, en Angleterre.